# خولیان دی کوزمو
خولیان دی کوزمو (اسپانیایی: Julián Di Cosmo‎؛ زادهٔ ۲۸ دسامبر ۱۹۸۴) بازیکن فوتبال اهل آرژانتین است.

## باشگاهی
از باشگاه‌هایی که در آن بازی کرده‌است می‌توان به باشگاه فوتبال کاتانیا اشاره کرد.